# Hey Monie!
Hey Monie! è una serie televisiva animata statunitense del 2003, creata da Dorothea Gillim e prodotta da Soup2Nuts.
Nata come spin-off di X-Chromosome, la serie è stata trasmessa negli Stati Uniti, su BET e Oxygen, dal 4 marzo al 15 aprile 2003.

## Trama
Simone, chiamata "Monie", lavora presso un'agenzia di pubbliche relazioni a Chicago. Vive in un condominio con la sua migliore amica Yvette. La serie racconta la sua vita vivendo come una donna in carriera nella grande città.

## Episodi
| Stagione         | Episodi | Prima TV USA | Prima TV Italia |
| ---------------- | ------- | ------------ | --------------- |
| Prima stagione   | 7       | 2003         | inedita         |
| Seconda stagione | 10      | 2003         | inedita         |
| Terza stagione   | 8       | 2003         | inedita         |

## Personaggi e doppiatori
- Simone "Monie" (stagioni 1-3), doppiata da Angela V. Shelton.
- Yvette (stagioni 1-3), doppiata da Frances Callier.
- Bill (stagioni 1-3), doppiato da Bill Braudis.

## Produzione

### Ideazione e sviluppo
Prima della sua trasmissione su BET, Hey Monie! è stato presentato per la prima volta durante una serie di cortometraggi dalla durata di cinque minuti nella serie animata X-Chromosome di Oxygen Network. Nel 2001, quando Oxygen Network stava ideando quella che sarebbe diventata la sua serie di punta, l'allora produttrice Dorothea Gillim di Soup2Nuts aveva ideato Oxygen sulla base di Hey Monie!, con in mente l'attrice Wanda Sykes nel ruolo principale. Sykes non ha potuto immedesimarsi nel personaggio e Gillim scelse di sostituirla con Angela V. Shelton. Come per la serie animata Dr. Katz, Professional Therapist, Hey Monie! faceva affidamento sulla sceneggiatura improvvisata spingengo in primo piano la dinamica autentica dei personaggi interpretati da Shelton e Frances Callier.
Nel settembre 2002 viene rivelato che la prima serie, composta da 13 episodi, sarebbe andata in onda nella primavera 2003 come collaborazione tra Oxygen e BET e che i due canali avrebbero condiviso simultaneamente gli episodi per qualche settimana, tuttavia non era ancora chiaro quale rete avrebbe cominciato la sua prima trasmissione.
Successivamente BET raccolse la serie e iniziò la sua trasmissione nel marzo 2003, specificando in un comunicato stampa la sa idoneità con serie animata satiriche come I Simpson, The Critic e Daria. Gli episodi, al posto dei cortometraggi, si erano estesi fino a una durata di circa 11 minuti e si stavano spostando verso un formato più sceneggiato. Al tempo, la serie è stata temporaneamente un successo per BET, essendo stata la serie televisiva più seguita del network.
Nel 2004, dopo aver esteso la durata degli episodi fino a circa 22 minuti durante la terza stagione, BET ha deciso di rinnovare la serie a causa della "divergenza delle narrazioni".